# Утробна заздрість
Утробна заздрість (маткова заздрість) — у психології це заздрість, яку чоловік може відчувати до біологічних функцій жінки (вагітність, пологи, годування груддю). Психіатриня-неофрейдистка Карен Горні (1885—1952) запропонувала це як вроджену чоловічу психологічну рису. Ці емоції можуть підживлювати соціальне підпорядкування жінок і спонукати чоловіків досягати успіху в інших сферах життя, таких як бізнес, медицина, право та політика. Кожен термін є аналогом концепції заздрості до пеніса, представленої у фрейдистській психології. У цьому вони звертаються до соціальної динаміки гендерної ролі, що лежить в основі «заздрості і захоплення жіночими грудьми та лактацією, вагітністю та дітонародженням, а також заздрість до вагіни, [які] є ознаками та ознаками транссексуалізму та комплексу жіночності у чоловіків, від якого вони захищаються психологічними та соціокультурними засобами».

## Теорія

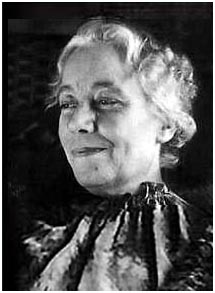
Феміністка -психоаналітикиня Карен Горні (бл. 1938).

Утробна заздрість означає заздрість, яку чоловіки можуть відчувати до ролі жінки у вихованні та підтримці життя. Вводячи цей термін, психіатриня -неофрейдистка Карен Горні (1885—1952) припустила, що чоловіки відчувають заздрість до лона сильніше, ніж жінки відчувають заздрість до пеніса, тому що «чоловіки повинні зневажати жінок більше, ніж жінки повинні зневажати чоловіків». У чоловіків це відчуття сильніше, тому що вони хочуть відповідати чоловічому стереотипу про перевагу та домінування над усіма. Бем (1930, с. 457) сказав, що коли в інших є щось більше, чого немає у нас самих, то це збуджує нашу заздрість. Як психоаналітик, Горні вважала заздрість до матки культурною, психосоціальною тенденцією, як і концепція заздрості до пеніса, а не вроджену чоловічу психологічну рису. Вона вважала, що це виникає, коли чоловіки думають, що вони не контролюють і не мають влади в своєму житті, як вони думали.
Хоча Карен Горні загалом вважають авторкою ідеї «утробної заздрощі», особливо в її статті 1926 року «Втеча від жіночності: Комплекс маскулінності у жінок у поглядах чоловіків і жінок», вона сама ніколи не використовувала цей термін. Одна з перших появ цієї фрази була в книзі Маргарет Мід «Чоловік і жінка» 1949 року. Саме Мід, можливо, запровадила цей термін.
Брайан Люк у своїй книзі «Жорстокий: мужність і експлуатація тварин» обговорює три способи, якими можуть реагувати чоловіки, які відчувають утробну заздрість: шляхом компенсації — створення сфери виключно чоловічої діяльності, шляхом переоцінки — знецінення функцій, характерних для жінок та/або посилення функцій, характерних для чоловіків, і шляхом привласнення — взяття під контроль специфічних жіночих функцій.
Лука приписує цей термін не Горні, а Єві Кіттай. Але це явно неправильно, як зазначено вище. У своїй статті 1984 року «Перечитуючи Фрейда про „Жіночність“ або чому б не заздрість у матці?», Кіттай поставила питання про те, чому не існує поняття, аналогічного заздрості до пеніса, і пропонує термін заздрість до матки.
У «Теоріях особистості» Барбара Енглер обговорює часто несвідомі та опосередковані шляхи прояву заздрості утроби. «Заздрість до матки, замість того, щоб її відкрито визнавати більшість чоловіків, часто приймала витончені й непрямі форми, такі як ритуали табу, ізоляції та очищення, які часто асоціювалися з менструацією та пологами, потреба зневажати жінок, звинувачувати їх у чаклунство, применшують їхні досягнення та позбавляють їх рівних прав». Енглер також посилається на критику теорії Горні на тій підставі, що вона прирівнює жіночість до материнства.
Обговорюючи обмеження ширшої психологічної точки зору Горні, Бернардо Дж. Кардуччі вказує на порівняльну відсутність емпіричних доказів, кажучи: «У порівнянні з іншими теоретиками…, робота Горні породила дуже мало емпіричних досліджень серед психологів особистості. Хоча її теоретичні ідеї були представлені у відносно простій формі, вони не викликали особливого інтересу в інших дослідників до вивчення їхньої валідності. Частково це може бути пов'язано з неприйняттям її ідей більш традиційною і впливовою фрейдистською традицією, що діяла в той час».
У «Насінні Єви» (2000) історик Роберт С. МакЕлвейн розширив аргумент Горні про те, що утробна заздрість є потужним, елементарним фактором психологічної незахищеності, від якої страждають багато чоловіків. Він ввів термін неменструальний синдром (НМС), що позначає можливу незахищеність чоловіка перед біологічними та репродуктивними особливостями жінки; таким чином, утробна заздрість може спонукати чоловіків визначати свою ідентичність проти жінок. Отже, чоловіки, які заздрять репродуктивним рисам жінок, наполягають на тому, що «справжній чоловік» має бути «не жінкою», таким чином вони можуть прагнути соціально домінувати над жінками — що вони можуть або не можуть робити в житті — як психологічну компенсацію за що чоловіки біологічно не можуть зробити.
Поряд із матковою заздрістю є й інші згадки, які також обговорювали тему маткової заздрості, хоча це не точна назва. Майкл Джозеф Ейслер (1921) написав це, дивлячись на чоловічі фантазії про вагітність, не згадується прямий термін заздрості до матки, але вказує, що чоловіча заздрість жіночої репродуктивної фізіології була спрямована на це. Натомість Боем (1930) назвав це заздрістю до пологів, Зілборг (1944) назвав це заздрістю жінок, а Філліс Чеслер (1978) назвав це заздрістю до матки.

## Вагінальна заздрість
Заздрість до вагіни означає заздрість, яку чоловіки можуть відчувати до жінок за наявність вагіни. У «Психоаналізі та чоловічій сексуальності» (1966) Гендрік Руйтенбек пов'язує заздрість до піхви з бажанням чоловіків мати можливість народжувати, мочитися та мастурбувати способами, фізично відмінними від тих, які доступні чоловікам, і що така психологічна заздрість може викликати мізогінію у невротичних чоловіків. Більше того, у «Вагінальній заздрості у чоловіків» (1993) лікар Гарольд Тарплі пояснює теоретичні відмінності між конструктами «вагінальна заздрість», «заздрість до матки», «заздрість до грудей» і «заздрість до пологів», емоції, через які чоловіки страждають від заздрощів є «небажане бажання досконалості або переваги іншого» — жіночі біологічні можливості жінки щодо вагітності, пологів, годування грудьми та соціально-рольової свободи фізично виховувати дітей.

## Критика
Теорію «утробної заздрості» або «вагінальної заздрості» критикують на основі позиції, що вона вказує на те, як суть буття жінки полягає в материнстві. Є вчені, які зазначають, що жінка, визначена в термінах її основного материнства, зводить її до її гендерних характеристик і, отже, може бути використана або визначена відповідно до термінів патріархальної логіки та фалоцентричного нав'язування. Домна Стентон, наприклад, спиралася на роботу Жака Дерріда, щоб підтримати цей аргумент, зокрема позицію теоретика про те, що «материнське, яке метафоризується як цілісна істота, щоб обґрунтувати поняття, яке може боротися з батьківським, представляє лише одне аспект потенційної жіночої відмінності».